# Незванична истрага
Под истрагом (енгл. „Rendition“) је америчка филмска драма из 2007.. Филм говори о контроверзним операцијама Централне обавештајне агенције.

## Улоге
| Глумац         | Улога             |
| -------------- | ----------------- |
| Џејк Џиленхол  | Даглас Фриман     |
| Рис Видерспун  | Изабела           |
| Омар Метвели   | Анвар Ел-Ибрахими |
| Питер Сарсгард | Алан Смит         |
| Мерил Стрип    | Корин Витман      |
| Алан Аркин     | сенатор Хокинс    |